# 제69회 미국 작가 조합상
제69회 미국 작가 조합상은 2016년 뛰어난 활동을 보인 영화 작가를 기리기 위해 2017년 2월에 열린 시상식이다.

## 수상 및 후보

### 각본상
- 문라이트 - 배리 젠킨스 수상
- 로스트 인 더스트 - 테일러 쉐리던
- 라라랜드 - 데이미언 셔젤
- 러빙 - 제프 니콜스
- 맨체스터 바이 더 씨 - 케네스 로너건

### 각색상
- 컨택트 - 에릭 헤이저러 수상
- 데드풀 - 렛 리즈 외 1명
- 펜스 - 오거스트 윌슨
- 히든 피겨스 - 엘리슨 슈로더 외 1명
- 녹터널 애니멀스 - 톰 포드

### 다큐멘터리 각본상
- 커맨드 앤드 컨트롤 - 로버트 컨너 외 1명 수상
- 오서: 더 제이티 리로이 스토리 - 제프 퓨어제이그
- 제로 데이즈 - 알렉스 기브니

### TV 드라마 시리즈
- 디 아메리칸즈 - 피터 애커먼 외 6명 수상
- 베터 콜 사울 - 앤 처키스 외 7명
- 왕좌의 게임 - 데이비드 베니오프 외 3명
- 기묘한 이야기 - 칼 가이두섹 외 6명
- 웨스트월드 : 인공지능의 역습 - 에드 브루베이커 외 11명

### TV 코미디 시리즈
- 애틀랜타 - 도날드 글로버 외 3명 수상
- 실리콘 밸리 - 알렉 버그 외 12명
- 트랜스페어런트 - 브리짓 베다드 외 10명
- 언브레이커블 키미 슈미트 - 로버트 카락 외 12명
- 부통령이 필요해 - 레이첼 애슬러 외 12명

### TV 뉴 시리즈
- 애틀랜타 - 도날드 글로버 외 3명 수상
- 베러 씽즈 - 파멜라 애들론 외 3명
- 기묘한 이야기 - 칼 가이두섹 외 6명
- 디스 이즈 어스 - 댄 포겔맨 외 9명
- 웨스트월드 : 인공지능의 역습 - 에드 브루베이커 외 11명

### TV 드라마 에피소드
- 디스 이즈 어스 - 베라 허버트 수상
- 베터 콜 사울 - 고든 스미스
- 쉐임리스 - 쉐일라 캘러한
- 베터 콜 사울 - 빈스 길리건 외 1명
- 베터 콜 사울 - 토머스 슈노즈
- 왕좌의 게임 - 데이비드 베니오프 외 1명

### TV 코미디 에피소드
- 언브레이커블 키미 슈미트 - 로버트 카락 수상
- 언브레이커블 키미 슈미트 - 티나 페이 외 1명
- 원 미시시피 - 디아블로 코디 외 1명
- 스피치리스 - 케리 로젠 외 1명
- 애틀랜타 - 스테판 글로버
- 선 오브 존 - 댄 민츠

### TV 장편 각본상
- 컨퍼메이션 - 수잔나 그랜트 수상
- 아메리칸 크라임 - 줄리 허버트 외 6명
- 할리 앤드 더 데이빗슨스 - 세스 피셔 외 2명
- 걸 프롬 컴튼 - 다이안 휴스턴

### TV 장편 각색상
- 아메리칸 크라임 스토리 - 스콧 알렉산더 외 5명 수상
- 11/22/63 - 브리짓 카펜터 외 4명
- 매도프 - 벤 로빈스
- 더 나이트 오브 - 리처드 프라이스 외 1명
- 뿌리 - 로렌스 코너 외 3명

### TV 단편 뉴 미디어 각본상
- 더 커뮤트 - 린지 스튜어트 외 1명 수상
- 나우 위얼 토킹 - 터그 코커 외 1명
- 라이프 엔즈 엣 30 - 마이클 필즈
- 덕 패션 - 모트랴 타미츠

### TV 단편 뉴 미디어 각색상
- 피어 더 워킹 데드 - 로렌 시그노리노 외 1명 수상
- 스트레인 - 브래들리 톰슨 외 1명

### TV 애니메이션상
- 보잭 호스맨 - 조던 영 외 1명 수상
- 심슨 가족 - 댄 그린니
- 엘레나 오브 아발로어 - 크레이그 거버
- 스타워즈 반란군 - 스티븐 멜칭
- 보잭 호스맨 - 조 로슨

### TV 코미디/버라이어티
- 라스트 위크 투나잇 위드 존 올리버 - 존 올리버 외 10명 수상
- 더 데일리 쇼 - 스티브 보도우 외 17명
- 레이트 나이트 위드 세스 마이어스 - 존 러츠 외 20명
- 더 레이트 쇼 위드 스티븐 콜버트 - 아론 코엔 외 18명

### TV 코미디/버라이어티 - 스케치 1
- 새터데이 나잇 라이브 - 프레드 아미센 외 35명 수상
- 다큐멘타리 나우! - 프레드 아미센 외 4명
- 인사이드 에이미 슈머 - 카일 던니건 외 9명
- 마야 & 마티 - 마이키 데이 외 20명
- 네이선 포 유 - 레오 앨런 외 3명

### TV 코미디/버라이어티 - 스페셜
- 트라이엄프스 엘렉션 스페셜 2016 - 앤디 브렉맨 외 19명 수상
- 제68회 프라임타임 에미 어워즈 - 토니 버베리 외 17명
- 제73회 에뉴얼 골든 글로브 어워즈 - 베리 애델만 외 4명
- 제88회 애뉴얼 아카데미 어워즈 - 데이브 분 외 18명

### TV 퀴즈 앤 관객 참여상
- 헐리우드 게임 나잇 - 테일러 그랜트 외 4명 수상
- 제오파디! - 존 듀워트 외 8명

### TV 낮 드라마
- 제너럴 호스피털 - 진 패서넌트 외 12명 수상

### TV 어린이방송 에피소드
- 고티머 기본스 라이프 온 노말 스트릿 - 로리 파레스 수상

### 라일리의 세상
- 마이클 제이콥스 외 1명
- 저스트 애드 매직 - 존 폴 니클
- 시세임 스트릿 - 베린다 워드

### TV 어린이방송 대본상
- 원스 어폰 어 세서미 스트리트 크리스마스 - 켄 스카보로 외 1명 수상
- 댄스 캠프 - 카메론 페이 외 3명
- R.L. 스타인스 몬스터빌: 더 캐비넷 오브 소울스 - 빌리 브라운 외 1명

### TV 다큐멘터리 - 시사
- 프론트라인 - 마이클 커크 외 1명 수상
- 프론트라인 - 마틴 스미스 수상
- 프론트라인 - 마르셀라 가비리아

### TV 다큐멘터리 - 그외
- 재키 로빈슨 - 데이빗 맥마혼 외 1명 수상
- 아메리칸 레즈 - 리차드 웜서
- 프론트라인 - 마이클 커크 외 1명

### TV 뉴스 - 게시판 or 보고서
- 48시간 - 제리 치프리아노 외 1명 수상
- ABC 이브닝 뉴스 - 데이빗 뮈어 외 3명
- ABC 이브닝 뉴스 - 데이빗 뮈어 외 3명

### TV 뉴스 - 분석, 기능, 해설
- CBS 뉴스 선데이 모닝 - 토마스 A. 해리스 수상

### TV 온-에어 프로모션
- CBS 온-에어 릴 - 브라이언 레치리스 수상
- 빅 브라더 오버 더 탑 런치 & NCSI: 스페셜 에이전트 토니 디노조스 탑 모멘츠 - 에리얼 탐킨스
- 더 돌메이커, 할로윈 - 제니퍼 H. 카스
- 리미티드 프로모스 15/16 - 제시카 카첸슈타인
- 맘 - 단 그린버거

### TV 그래픽 아트 / 애니메이션
- 더 리얼 히스토리 오브 씽코 데 마요 - 엘리사 솔리나스 수상
- 라디오 뉴스 - 게시판 or 보고서
- 월드 뉴스 디스 위크 - 타라 김벨 타니스 수상
- 6:40 뉴스 - 필립 필라토
- 레전드 오브 더 게임 - 토마스 A. 사벨라
- 무하마드 알리: 어 트리뷰트 투 그레이트니스 - 게일 리
- 라디오 뉴스 - 분석, 기능, 해설
- 모얼리 세이퍼: 어 저널리스츠 라이프 - 게일 리 수상
- 디신 디지털 온 WCBS-AM - 로버트 하울리
- 빈 스컬리 - 제리 엔딩
- 빈 스컬리 행스 업 더 마이크 - 앤드류 에반스
- 라디오 다큐멘터리
- 체르노빌: 30 이어스 레이터 - 앤드류 에반스 수상
- 썸머 오브 2016 - 데이비드 샤피로

### 비디오게임 작가상
- 언차티드 4: 어 씨프스 엔드 - 닐 드럭맨 외 1명 수상
- 콜 오브 듀티: 인피니트 워페어 - 브라이언 블룸
- 파 크라이 프라이멀 - 장 세바스티앙 데상 외 2명
- 미스터 로봇 - 애덤 하인스 외 1명

### 파울 셀빈 명예상
- 컨퍼메이션 - 수잔나 그랜트 수상